# Grande grande amore/Prima che il mattino arrivi
(Seconda strofa del brano)
Grande grande amore è una canzone pop, incisa nel 1986 dalla cantante italiana Lena Biolcati e vincitrice nella sezione "Nuove proposte" al Festival di Sanremo di quell'anno.

Autori del brano sono Stefano D'Orazio e Maurizio Fabrizio.
Il brano fa parte dell'album eponimo di debutto della cantante, pubblicato sempre nel 1986.

## Storia
Nel 1986, Lena Biolcati si ripresentò nella sezione "Nuove proposte italiane" del Festival di Sanremo dopo la partecipazione all'edizione precedente, quando giunse terza con Innamoratevi come me e la vittoria (andata a Cinzia Corrado) le sfuggì per due soli punti.
Al Festival di Sanremo 1986, la Biolcati eseguì il brano per la prima volta nel corso della seconda serata, che si svolse venerdì 14 febbraio, qualificandosi alla finale insieme a Lanfranco Carnacina, Aleandro Baldi, i Mecano, Giampiero Artegiani, i Chiari e Forti e Francesco Hertz.
Nella serata finale, svoltasi sabato 15 febbraio 1986, il brano della Biolcati risultò vincitore con 720 punti, davanti a La nave va di Aleandro Baldi, che totalizzò 708 punti, ed a E le rondini sfioravano il grano di Giampiero Artegiani, che totalizzò 620 punti.
Grande grande amore si aggiudicò anche il Premio della Critica nella categoria "Nuove proposte".

## Testo
Il testo parla di una donna in attesa del grande amore della sua vita. Per un eventuale grande amore, dice di essere disposta a "sciogliersi" e "darsi" completamente.

## Tracce
1. Grande grande amore
2. Prima che il mattino arrivi